# Lotta greco-romana ai Giochi della IX Olimpiade - Pesi piuma
La competizione della categoria pesi piuma (fino a 62 kg) di Lotta greco-romana dei Giochi della IX Olimpiade si è svolta dal 2 al 4 agosto al  Krachtsportgebouw a Amsterdam.

## Formato
Torneo con eliminazione alla seconda sconfitta. 

## Risultati
| Legenda                               | Legenda |
| ------------------------------------- | ------- |
| Lottatore senza sconfitte             |         |
| Lottatore con una sconfitta           |         |
| Lottatore con due sconfitte Eliminato |         |

### Primo turno
| Atleta               |       | Atleta              | Ris.      |
| -------------------- | ----- | ------------------- | --------- |
| Saim Arikan          | batte | Iso Milovancev      | Schienato |
| Károly Kárpáti       | batte | Ali Kamel           | Schienato |
| Voldemar Väli        | batte | Ludwig Schlanger    | Ai punti  |
| František Kratochvíl | batte | Martin Egeberg      | Ai punti  |
| Jacques Dillen       | batte | Aage Meyer          | Ai punti  |
| Ernst Steinig        | batte | Leon Mazurek        | Schienato |
| Ricardo Rey          | batte | Isidor Bieri        | Schienato |
| Erik Malmberg        | batte | Roger Mollet        | Schienato |
| Aleksanteri Toivola  | batte | Johannes Nolten Jr. | Schienato |
| Gerolamo Quaglia     | batte | Benjamin Araújo     | Schienato |

### Secondo turno
| Atleta              |          | Atleta               | Ris.      |
| ------------------- | -------- | -------------------- | --------- |
| Ali Kamel           | batte    | Saim Arikan          | Schienato |
| Károly Kárpáti      | batte    | Ludwig Schlanger     | Schienato |
| Voldemar Väli       | batte    | František Kratochvíl | Schienato |
| Jacques Dillen      | batte    | Martin Egeberg       | Ai punti  |
| Aage Meyer          | batte    | Leon Mazurek         | Schienato |
| Ernst Steinig       | batte    | Ricardo Rey          | Schienato |
| Erik Malmberg       | batte    | Isidor Bieri         | Schienato |
| Aleksanteri Toivola | batte    | Roger Mollet         | Schienato |
| Gerolamo Quaglia    | batte    | Johannes Nolten Jr.  | Schienato |
| Benjamin Araújo     | Esentato | Esentato             | Esentato  |
| Iso Milovancev      | Ritirato | Ritirato             | Ritirato  |

### Terzo turno
| Atleta           |          | Atleta               | Ris.      |
| ---------------- | -------- | -------------------- | --------- |
| Saim Arikan      | batte    | Benjamin Araújo      | Schienato |
| Voldemar Väli    | batte    | Ali Kamel            | Schienato |
| Erik Malmberg    | batte    | Aleksanteri Toivola  | Ai punti  |
| Károly Kárpáti   | batte    | František Kratochvíl | Ai punti  |
| Ernst Steinig    | batte    | Jacques Dillen       | Ai punti  |
| Aage Meyer       | batte    | Ricardo Rey          | Schienato |
| Gerolamo Quaglia | Esentato | Esentato             | Esentato  |

### Quarto turno
| Atleta           |          | Atleta              | Ris.      |
| ---------------- | -------- | ------------------- | --------- |
| Gerolamo Quaglia | batte    | Saim Arikan         | Schienato |
| Voldemar Väli    | batte    | Károly Kárpáti      | Schienato |
| Erik Malmberg    | batte    | Aage Meyer          | Ai punti  |
| Ernst Steinig    | batte    | Aleksanteri Toivola | Ai punti  |
| Jacques Dillen   | Ritirato | Ritirato            | Ritirato  |

### Quinto turno
| Atleta         |          | Atleta           | Ris.      |
| -------------- | -------- | ---------------- | --------- |
| Károly Kárpáti | batte    | Gerolamo Quaglia | Ai punti  |
| Voldemar Väli  | batte    | Ernst Steinig    | Schienato |
| Erik Malmberg  | Esentato | Esentato         | Esentato  |

### Sesto turno
| Atleta         |          | Atleta           | Ris.      |
| -------------- | -------- | ---------------- | --------- |
| Erik Malmberg  | batte    | Gerolamo Quaglia | Schienato |
| Voldemar Väli  | Esentato | Esentato         | Esentato  |
| Ernst Steinig  | Ritirato | Ritirato         | Ritirato  |
| Károly Kárpáti | Ritirato | Ritirato         | Ritirato  |

### Settimo turno
| Atleta        |       | Atleta        | Ris.      |
| ------------- | ----- | ------------- | --------- |
| Voldemar Väli | batte | Erik Malmberg | Schienato |

## Classifica finale
| Pos.    | Atleta               | Nazione        |
| ------- | -------------------- | -------------- |
| Oro     | Voldemar Väli        | Estonia        |
| Argento | Erik Malmberg        | Svezia         |
| Bronzo  | Gerolamo Quaglia     | Italia         |
| 4       | Károly Kárpáti       | Ungheria       |
| 5       | Ernst Steinig        | Germania       |
| 6       | Aage Meyer           | Danimarca      |
| 6       | Saim Arikan          | Turchia        |
| 6       | Aleksanteri Toivola  | Finlandia      |
| 9       | Ali Kamel            | Egitto         |
| 9       | František Kratochvíl | Cecoslovacchia |
| 9       | Jacques Dillen       | Belgio         |
| 9       | Ricardo Rey          | Argentina      |
| 9       | Benjamin Araújo      | Portogallo     |
| 14      | Ludwig Schlanger     | Austria        |
| 14      | Martin Egeberg       | Norvegia       |
| 14      | Leon Mazurek         | Polonia        |
| 14      | Isidor Bieri         | Svizzera       |
| 14      | Roger Mollet         | Francia        |
| 14      | Johannes Nolten Jr.  | Paesi Bassi    |
| 20      | Iso Milovancev       | Jugoslavia     |